# Claude Njiké-Bergeret
Claude Njiké-Bergeret, geborene Bergeret, (* 5. Juni 1943 in Douala, Kamerun) ist eine von französischen Missionaren abstammende Entwicklungshelferin.

## Leben und Werk
Njiké-Bergeret wurde in Kamerun geboren und wuchs dort auf. Mit drei Jahren zog sie mit ihren Eltern in die Nähe von Banganté, wo diese ein christliches Mädcheninternat leiteten. In den engen Grenzen der Internatsschule Mfetom wuchs Njiké-Bergeret unter strenger Aufsicht ihrer Eltern auf. Sie nahm an dem Schulunterricht in Mfetom teil und baute dort Freundschaften zu Einheimischen auf. Sie erlernte die Sprache der Chefferie (Königreich) Banganté. Die Banganté werden den Bamileke zugeordnet. Ihr Oberhaupt, der Fon, hat ungefähr 60.000 Anhänger. 1956 zog Njiké-Bergeret mit ihrer Familie nach Frankreich, wo sie ihr Abitur abschloss. Nach abgebrochenem Studium der Philosophie und ihrer ersten Heirat, begann sie ein Geografie-Studium an der Universität Aix-en-Provence. Während dieser Zeit brachte sie zwei Kinder zur Welt (Serge 1966, Laurent 1968). Sie erlebte an der Universität die Studentenunruhen in Frankreich mit. Ihre erste Ehe wurde 1972 geschieden. 1974 verpflichtete sich Claude Njiké-Bergeret für die Missionsgesellschaft, für die bereits ihr Vater arbeitete, für drei Jahre nach Kamerun zu gehen. Dort arbeitete sie als Lehrerin. Später trat sie die Nachfolge ihrer Eltern an, die ebenfalls nach Kamerun zurückgekehrt, die Leitung der Schule in Mfetom wieder aufgenommen hatten. In dieser Zeit integrierte sie sich zunehmend ins gesellschaftliche Leben von Banganté. Sie heiratete 1978 den Fon Njiké Pokam François, obwohl dieser bereits mit über zwei Dutzend Frauen verheiratet, ein polygames Leben führte. Mit ihm bekam sie zwei weitere Kinder (Sophia 1978, Rudolf 1980). Nach dem Tod Njikés zog sie sich mit ihren vier Kindern auf ein kleines Stück Land zurück, welches sie bis heute (2007) eigenhändig bestellt.
Sie ist zu einer lokalen Bekanntheit avanciert und unter dem Namen reine blanche (‚weiße Königin‘) bekannt. Nach Eigendarstellung dürfte die Heirat einer diplomierten, protestantischen Mitarbeiterin einer Missionsgesellschaft mit einem einheimischen Stammeshäuptling ein einmaliger Vorgang sein. Er löste landesweite Aufmerksamkeit aus und sorgte für Erklärungsnot bei der Protestantischen Kirche Kameruns.
Claude Njiké-Bergeret bemühte sich um die Vermittlung zwischen europäischen und afrikanischen Werten. Sie orientierte ihren Unterricht stärker an den Bedürfnissen der Einheimischen, indem sie kamerunische Geschichtsbücher, sowie afrikanische Literatur in das Unterrichtsprogramm aufnahm. Sie machte sich bereits in den 1970er Jahren für ein verändertes Afrikabild in Frankreich stark. Aber erst ab 1997 konnte sie, mit ihren Forderungen nach mehr Verständnis für die Eigenheiten der Afrikaner, durch ihre erstveröffentlichten autobiografischen Aufzeichnungen, eine breitere Öffentlichkeit erreichen. 2000 folgte ihr zweites Buch. Ihre Bücher bieten seltene Einblicke in die Kultur und Bräuche des Stammes der Banganté.